# Vsauce
Vsauce omfatter en række YouTube-kanaler skabt af internetpersonligheden Michael Stevens. Kanalerne er kendt for at producere videoer om videnskabelige og filosofiske emner, gaming, teknologi, kultur og andre emner af almen interesse.

## Historie
|  | Dette afsnits indhold bærer præg af maskinoversættelse og/eller tvivlsomt indhold Dette afsnits indhold bærer præg af at være en maskinoversættelse og/eller meget dårligt og uklart formuleret (også kaldet "dåsedansk"). Det vurderes at sproget er så dårligt og eventuelt forkert eller til at misforstå, at det bør omskrives eller oversættes på ny. Du kan hjælpe med at oversætte til korrekt dansk i denne og lignende artikler. Hvis dette ikke sker inden for kort tid, kan en sletning komme på tale. Se evt. denne sides diskussionsside eller i artikelhistorikken. |

Den 30. juli 2007 blev brugernavnet "Vsauce" registreret på YouTube af en ukendt person, der aldrig havde brugt kontoen. Den 24. juni 2010 oprettede Michael Stevens officielt hovedkanalen til Vsauce. Oprindeligt var kanalen dedikeret til videospil og havde en række forskellige værter. Men visse segmenter som "IMG!" fangede størst opmærksomhed, og Michael Stevens blev den eneste tilbageværende vært. Kanalen blev til en blanding af information og online-aktiviteter, og kom eksklusivt til at indeholde lærings-segmenter. I takt med at læringssegmenterne blev mere populære, præsenterede Michael den 9. september 2012, et nyt koncept, som udelukkende indeholdt pædagogiske segmenter (kendt som DOT). Ifølge episode #18 af "LÜT" på den oprindelige Vsauce kanal, blev navnet "Vsauce" genereret ved hjælp af en online navnegenerator, med en funktion hvor man kunne få et tilfældigt hjemmeside navn, kaldet Fake Name Generator. Efter at han lavede hjemmesiden "Vsauce.com", begyndte han at lave YouTube videoer med navnet.
I december 2010 blev Vsauce2 (den 7. december), og Vsauce3 (den 24. december) oprettet. Den 25. juli 2012 blev WeSauce kanalen åbnet.
Vsauce var en af de hurtigst voksende kanaler i september 2012. I løbet af den tid, nåede den oprindelige Vsauce kanal 1 million abonnenter. I samme måned, dukkede Bill Nye op i en af main-kanalens videoer, som fokuserede på vittigheden "Hvorfor gik kyllingen over vejen?"
Stevens hævder i videoen "A Defense of Comic Sans", at skrifttypen "Alsina" bruges af Vsauce kanaler, på grund af den tætte lighed skriften har til Nik Guintas (skaberen af Vsauce logoet) håndskrift.

### Statistik
| Kanal   | Abonnenter | Visninger     | Ref.   |
| ------- | ---------- | ------------- | ------ |
| Vsauce  | 11.582.662 | 1.138.357.388 | [ 7 ]  |
| Vsauce2 | 3.755.584  | 564.173.963   | [ 11 ] |
| Vsauce3 | 3.217.916  | 305.097.877   | [ 12 ] |
| WeSauce | 182.522    | 4.245.676     | [ 13 ] |

## Kanaler
|  | Dette afsnits indhold bærer præg af maskinoversættelse og/eller tvivlsomt indhold Dette afsnits indhold bærer præg af at være en maskinoversættelse og/eller meget dårligt og uklart formuleret (også kaldet "dåsedansk"). Det vurderes at sproget er så dårligt og eventuelt forkert eller til at misforstå, at det bør omskrives eller oversættes på ny. Du kan hjælpe med at oversætte til korrekt dansk i denne og lignende artikler. Hvis dette ikke sker inden for kort tid, kan en sletning komme på tale. Se evt. denne sides diskussionsside eller i artikelhistorikken. |

### Vsauce
Den oprindelige Vsauce kanal, også kendt som Vsauce1, har grundlæggeren, Michael Stevens, som vært og er dedikeret til en blanding af filosofiske og videnskabelige spørgsmål om universet og dets indhold (herunder mennesker). Det primære segment, DOT, stiller spørgsmål som "Is anything real?", "What if everyone jumped at once?", "How much does the Internet weigh?", "How old can we get?", eller "How big can a human get?" WOAH er et andet segment, som behandler hypotetiske begivenheder og "What would Occur if it Actually Happened?" Stevens har erklæret, at han researcher sine indslag på Wikipedia og i videnskabelige artikler for at finde oplysninger.
Videoer af Vsauce bliver fremhævet af flere online nyhedsmedier som The Huffington Post, CBS, og Gizmodo.

### Vsauce2
Vsauce2er en kanal, der har otte tilbagevendende segmenter, der dækker usædvanlig viden og teknologi, navngivet MindBlow, FAK, BiDiPi, Thought Glass, LUT, WAC, 54321, and BOAT. Vsauce2 har også The Vsauce2 Leanback. Kevin Lieber er den primære vært på Vsauce2.
MindBlow er et segment, hvor Lieber fremviser aktuelle opfindelser, der er nyttige, af stor værdi for samfundet eller humoristiske. FAK (hvilket står for Facts And Knowledge) er et segment om trivia, der altid består af ét primært emne. BiDiPi (hvilket står for Build it, Draw it, Play it) er et segment, hvor ting, som er bygget og tegnet af mennesker fra hele verden, herunder Vsauce fans, bliver fremvist på showet. 54321 er et segment, hvor Kevin dækker fire temaer, der hver har en, to, tre eller fire ting relateret til hinanden, hvilket giver et kort resumé af hver, og derefter slutter med fem ord problemer eller gåder. WAC (Weird Awesome Crazy) er et segment, der fokuserer på folk, der deltager i usædvanlige aktiviteter rundt om i verden. BOAT (Best Of All Time) er et segment, hvor Kevin præsenterer lister over det bedste af noget, f.eks. det bedste ordspil, bedste flash mobs, bedste drengestreger, osv.
Thought Glass er et andet tilbagevendende segment, hvor flere emner inden for et tema, såsom skole-facts eller gammel medicinsk praksis, er udstationeret i en rude og diskuteret. I tidligere episoder, blev forskellige emner indsendt til ruden og en endelig emne blev afsløret ved en rebus. GRUB er et segment som beskriver mærkelige og usædvanlige fødevarer.
Vsauce2 har også lavet tre aprilsnar segmenter. PAB, hvilket står for People Are Boring, blev udgivet i 2013; hvor Kevin behandlede normale, dagligdags begivenheder som de var usædvanlige. Noggin' Blow blev uploadet i 2014 og parodierede Blow segmentet ved fremvisning af reklameplakater, som var populære i 1940'erne og 1950'erne. I BiDiPiGiFiTiWiPiBiCiMiFiDiFiTi, en parodi a BiDiPi udgivet i 2015, delte Kevin "the coolest something something something something something"; some entries were parodic nonsense while others were actual scientific studies and phenomena.

### Vsauce3
Vsauce3 er en kanal som udelukkende fokuserer på fiktive verdener og videospil. Der er lige nu 6 segmenter: HeadShot, Game LÜT, DONG, App All Knight, 9bit, og Fact Surgery. Kanalens vært er Jake Roper.